# 妮科尔·库克

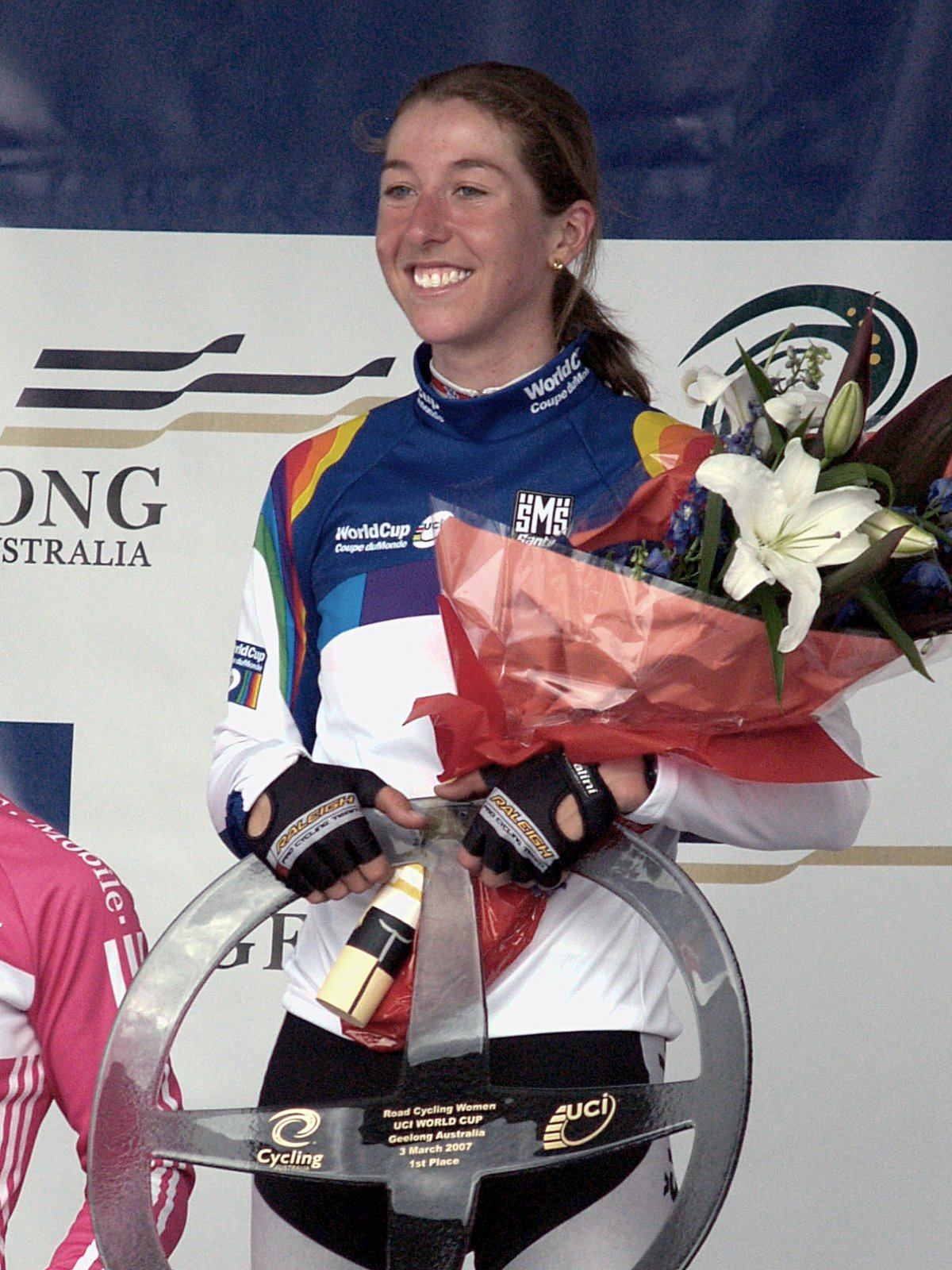
2007年

妮科尔·库克，MBE（Nicole Cooke，1983年4月13日—）生于威尔士斯旺西，是一名英国女子自行车运动员。她是2008年夏季奥林匹克运动会自行车女子公路赛金牌得主。